# Luau (Cuanza Sul)
Luau é uma vila de Angola, localizada na província de Cuanza Sul. Está numa altitude de 1501 metros.